# Яманэ, Маи
Маи Яманэ (яп. 山根 麻以 Яманэ Маи, род. 9 октября 1958 года, Идзумо) — японская певица. Наиболее известна песней «Tasogare» и совместной с Ёко Канно работой над музыкой к аниме-сериалу Cowboy Bebop.

## Карьера
Начало карьеры Яманэ ознаменовало её участие в конкурсе для молодых певцов при поддержке Yamaha Music Foundation в 1979 году. В том же году был издан её первый сингл — «Gozen Reiji». Через год певица выпустила дебютный альбом под названием Tasogare. Она сотрудничала со многими исполнителями, например с Харуо Куботой для проекта Yamane Mai Kubota Haruo Unit в 1993 году. В том же году она начала работать над музыкой для аниме вместе с Ёко Канно.
В 1995 году Яманэ стала вокалисткой японской группы New Archaic Smile. Среди других членов коллектива были её сестра, Эйко Яманэ, бывшая вокалисткой в UGUISS, брат Сатору Яманэ и братья Сатоси и Ацуси Сано.
В 1997 году Яманэ перебралась из Токио в окрестности Фудзиямы и стала независимым музыкантом. В 2001 году она сменила написание своего имени с 山根 麻衣 на 山根 麻以. В 2011 году она стала использовать сценический псевдоним a-sha (яп. アーシャ а:ся).
В 2017 её песня «Tasogare» стала более известной и начала сэмплироваться, поскольку жанр сити-поп пережил возрождение популярности. В 2019 году продюсер Пьер Борн и хип-хоп-исполнители Young Nudy и Playboi Carti использовали её сэмпл для их неизданной песни «Pissy Pamper». Утёкшая версия песни возглавила чарт Spotify US Viral 50, прежде чем была изъята.

## Личная жизнь
В 1996 году Яманэ вышла замуж за Такао Ямаду (яп. 山田孝男), ведущего в Японии автора книг о медитации.

## Дискография

### Синглы
- «Gozen Reiji» (午前0時) (1979)
- «Kibun wa Fairness» (気分はフェアネス) (1982)
- «Beating» (1989)
- «Invisible Love» (1996)
- «Futsu no Uta» (ふつうの唄) (1997, совместно с New Archaic Smile)

### Студийные альбомы
- Tasogare (たそがれ) (1980)
- Sorry (1981)
- Will (1982)
- The Day Before Yesterday (1984)
- Gekkouyoku (月光浴) (1984)
- Flying Elephants (1985)
- Embassy (1986)
- Woman Tone (1988)
- 1958 (1989)

### Песни, исполненные для аниме
Cowboy Bebop OST:
- «Want It All Back»
- «Pushing The Sky»
- «Rain»
- «Don’t Bother None»
- «See You Space Cowboy»
- «Mushroom Hunting»
- «Blue»
- «The Real Folk Blues»
- «Gotta Knock a Little Harder»

Black Jack OST:
- «Invisible Love»

Mirage of Blaze OST:
- «Vision of Flames»
- «Tears of Indigo»
- «Blaze»
- «Pearly Gate»
- «Insanity»
- «Chikai ~ Book of the Days»
- «Lamentation» (при участии Ёко Уэно)

Macross Plus OST:
- «After in the dark»

The Vision of Escaflowne OST:
- «If You»

Darker than Black OST:
- «ScatCat»
- «No One’s Home»